# Limnia nambai
Limnia nambai är en tvåvingeart som beskrevs av Steyskal 1978. Limnia nambai ingår i släktet Limnia och familjen kärrflugor. Inga underarter finns listade i Catalogue of Life.